# Da Ai TV
Da Ai TV is een Chinees-boeddhistische televisiemaatschappij in Taiwan. Da Ai TV werd in 1998 opgericht door de boeddhistische organisatie Tzu Chi. Het heeft twee televisiezenders: Da Ai TV-1 en Da Ai TV-2 id DSTV (Indonesia). De voertalen zijn Standaardmandarijn en Taiwanees. De schriftvorm is traditioneel Chinees.